# 역기점
역기점(曆起點)은 천문학에서 천체의 궤도 요소의 기준이 되는, 관측 또는 예측이 실시된 시기를 말한다. 역원(曆元) 또는 원기(元期)라고도 한다.
1976년 국제천문연맹(IAU)에서는, 1984년부터 J2000.0을 사용하기로 결정하였다. J2000.0의 ‘J’는 1년을 약 365.25일로 산정하는 율리우스력을 의미하며, '2000.0'은 2000년부터 시작되는 것임을 의미한다. J2000.0은 다음과 같이 정의된다.
1. 율리우스력으로 2451545.0 지구 시간 (TT, Terrestrial Time) 또는 2000년 1월 1일 정오 (TT)
2. 국제원자시로 2000년 1월 1일 11시 59분 27.816초 (TAI)
3. 협정 세계시로 2000년 1월 1일 11시 58분 55.816초 (UTC)

## 같이 보기
- 위치천문학
- 역표시
- 기원 (연대)